# Original Pirate Material
Original Pirate Material è l'album di debutto del rapper inglese The Streets, pubblicato il 25 maggio 2002.
L'album all'inizio raggiunse la dodicesima posizione delle classifiche britanniche ma, due anni dopo, con l'uscita di A Grand Don't Come for Free, un rinnovato interesse per la musica di Mike Skinner causò un nuovo ingresso in classifica di Original Pirate Material, che si collocò due posizioni più in alto del 2002.

## Tracce
Testi e musiche di Mike Skinner.
1. Turn The Page – 3:15
2. Has It Come to This? – 4:04
3. Let's Push Things Forward (feat. Kevin Mark Trail) – 3:51
4. Sharp Darts – 1:33
5. Same Old Thing (feat. Kevin Mark Trail) – 3:22
6. Geezers Need Excitement – 3:46
7. It's Too Late – 4:10
8. Too Much Brandy – 3:02
9. Don't Mug Yourself – 2:39
10. Who Got the Funk? – 1:50
11. The Irony of It All – 3:29
12. Weak Become Heroes – 5:33
13. Who Dares Wins – 0:34
14. Stay Positive – 6:16

## Classifiche

### Classifiche settimanali
| Classifiche (2002-04) | Posizione massima |
| --------------------- | ----------------- |
| Belgio (Fiandre)      | 172               |
| Francia               | 97                |
| Irlanda               | 6                 |
| Norvegia              | 10                |
| Nuova Zelanda         | 36                |
| Regno Unito           | 10                |
| Svezia                | 43                |

### Classifiche di fine anno
| Classifica (2002) | Posizione |
| ----------------- | --------- |
| Regno Unito       | 75        |